# Passirano
Passirano est une commune italienne d'environ 6 850 habitants (2022) située dans la province de Brescia, dans la région Lombardie, dans le Nord de l'Italie.

## Administration
| Période                                  | Période | Identité | Étiquette | Qualité |
| ---------------------------------------- | ------- | -------- | --------- | ------- |
|                                          |         |          |           |         |
| Les données manquantes sont à compléter. |         |          |           |         |

### Communes limitrophes
Castegnato, Cazzago San Martino, Corte Franca, Monticelli Brusati, Ospitaletto, Paderno Franciacorta, Provaglio d'Iseo, Rodengo-Saiano